# Bromeswell
Bromeswell – wieś w Anglii, w hrabstwie Suffolk, w dystrykcie East Suffolk. Leży 15 km na wschód od miasta Ipswich i 122 km na północny wschód od Londynu. W 2001 miejscowość liczyła 236 mieszkańców.